# 米迪亞 (堪薩斯州)
米迪亞（英語：Media）是位於美國堪薩斯州道格拉斯縣的一個鬼鎮。

## 歷史
米迪亞的郵政局於1878年設立，直到1903年結束營運。